# برادر مخفی ۲
برادر مخفی ۲ (به انگلیسی: Undercover Brother 2) یک فیلم سینمای تجارتی سیاهان کمدی و اکشن آمریکایی محصول سال ۲۰۱۹ به کارگردانی لسلی اسمال و با بازی مایکل جای وایت است. این فیلم ادامه قسمت قبلی خود برادر مخفی (۲۰۰۲) می‌باشد.

## داستان
داستان این فیلم کمدی و مهیج که ادامه‌ای بر قسمت قبل می‌باشد ، درباره‌ی مردی می‌باشد که به همراه دیگر دوستانش سعی دارند تا با جرم و جنایت مبارزه کنند ، اما خیلی زود ماجراهای پیش‌بینی نشده‌ای آنها را درگیر خود می‌کند و...

## فیلمبرداری
فیلمبرداری در آتلانتا انجام شده است. 